# Ulloa Channel
Het Ulloa Channel is een natuurlijk kanaal in de Alexanderarchipel in de Alaska Panhandle in het zuidoosten van Alaska in de Verenigde Staten.

## Geografie
Het kanaal ligt tussen het Suemez Island in het westen en het Prins van Waleseiland in het oosten. Het sluit in het noordwesten aan op Bucareli Bay en in het zuidoosten op de Meares Passage.
Het waterlichaam ligt in de mariene ecoregio Noord-Amerikaans Pacifisch Fjordland.

## Geschiedenis
Rond 1792 werd het kanaal door de Spanjaarden aangeduid met "Canal Ysla de Ulloa", wat "Kanaal van Ulloa Island" betekent, en verwijst mogelijk naar de Spaanse ontdekkingsreiziger Francisco de Ulloa. In 1907 werd het afgekort tot Ulloa Channel door E.F. Dickins van de United States Coast and Geodetic Survey.